# Cortodera aspromontana
Cortodera aspromontana är en skalbaggsart som beskrevs av Müller 1948. Cortodera aspromontana ingår i släktet Cortodera och familjen långhorningar. Inga underarter finns listade i Catalogue of Life.